# HK Dynamo Moskowskaja Oblast
Der HK Dynamo Moskowskaja Oblast (russisch ХК Динамо Балашиха) ist ein russischer Eishockeyklub aus Krasnogorsk, der seit 2019 erneut als Farmteam vom HK Dynamo Moskau an der Wysschaja Hockey-Liga teilnimmt. Die Mannschaft trägt ihre Heimspiele in der W. W. Petrow Eishalle aus. Die Vereinsfarben sind blau und weiß.

## Geschichte
Der HK Dynamo Moskowskaja Oblast wurde 2010 unter dem Namen Dynamo Twer als Farmteam des im selben Jahr aus der Fusion des HK Dynamo Moskau und HK MWD Balaschicha entstandenen OHK Dynamo aus der Kontinentalen Hockey-Liga gegründet und nahm zur Saison 2010/11 den Spielbetrieb in der neuen zweiten russischen Spielklasse, der Wysschaja Hockey-Liga auf, welche die Wysschaja Liga abgelöst hatte. Spielstätte in der Saison 2010/11 war der Jubileiny-Sportkomplex in Twer, der 2000 Zuschauern Platz bietet.
Im Sommer 2011 zog der Verein nach Balaschicha um. 2017 wurde die Mannschaft aus finanziellen Gründen aufgelöst und erst zur Saison 2019/20 in Twer reaktiviert. Am 18. Juni 2020 wurde bekannt gegeben, dass der Club von Twer nach Krasnogorsk ziehen und Dynamo Moskowskaja Oblast heißen wird.